# Bernard Chiarelli
Bernard Chiarelli (Valenciennes, Francia, 24 de febrero de 1934 - 17 de noviembre de 2024) fue un jugador y entrenador de fútbol francés de ascendencia italiana. En su etapa como jugador profesional se desempeñaba como centrocampista.

## Selección nacional
Fue internacional con la selección francesa en una ocasión. Formó parte del equipo que obtuvo el tercer lugar en la Copa del Mundo de 1958, pese a no haber jugado ningún partido durante el torneo.

### Participaciones en Copas del Mundo
| Mundial                        | Sede   | Resultado    | Partidos | Goles |
| ------------------------------ | ------ | ------------ | -------- | ----- |
| Copa Mundial de Fútbol de 1958 | Suecia | Tercer lugar | 0        | 0     |

## Clubes

### Como jugador
| Club            | País    | Año       |
| --------------- | ------- | --------- |
| Valenciennes FC | Francia | 1952-1958 |
| RC Lens         | Francia | 1958-1959 |
| Lille OSC       | Francia | 1959-1962 |
| UA Sedan Torcy  | Francia | 1962-1963 |
| Le Havre AC     | Francia | 1963-1964 |
| EF Bergerac     | Francia | 1964-1965 |

### Como entrenador
| Club              | País    | Año       |
| ----------------- | ------- | --------- |
| AS Nontronnaise   | Francia | 1965-1967 |
| Amicale de Lucé   | Francia | 1968-1977 |
| Stade Raismois 72 | Francia | 1977-1981 |

## Palmarés

### Como jugador

#### Campeonatos nacionales
| Título             | Club    | País    | Año  |
| ------------------ | ------- | ------- | ---- |
| Copa Charles Drago | RC Lens | Francia | 1959 |

### Como entrenador

#### Campeonatos regionales
| Título                    | Club            | País    | Año  |
| ------------------------- | --------------- | ------- | ---- |
| Division d'Honneur Centre | Amicale de Lucé | Francia | 1969 |
| Coupe d'Eure-et-Loir      | Amicale de Lucé | Francia | 1969 |
| Coupe d'Eure-et-Loir      | Amicale de Lucé | Francia | 1973 |

#### Campeonatos nacionales
| Título                    | Club            | País    | Año  |
| ------------------------- | --------------- | ------- | ---- |
| Division 3 (grupo centro) | Amicale de Lucé | Francia | 1976 |